# Hydriomena fassli
Hydriomena fassli là một loài bướm đêm trong họ Geometridae.